# I 10+2 Comandamenti
I 10+2 Comandamenti è un programma televisivo italiano di approfondimento culturale e religioso, in onda su Rai 1 dal 24 luglio 2024 al 4 settembre 2024 con la conduzione di don Marco Pozza.

## Il programma
Il programma, nato da un'idea di don Marco Pozza e don Dario Edoardo Viganò, è realizzato da Officina della Comunicazione con la collaborazione di Rai Documentari.
Attraverso il racconto di dodici intense storie di vita reale, Don Marco Pozza conduce alla riscoperta dei pilastri della cultura occidentale: i dieci Comandamenti biblici, cui fanno seguito i due cosiddetti “Comandamenti dell’amore”, impartiti direttamente da Gesù Cristo.
In ogni puntata viene esplorata una coppia di Comandamenti, grazie a una chiave tematica in grado di accomunarli e offrire un’interpretazione nuova e originale, molto più umana e meno dogmatica. Questo viaggio tra i Comandamenti rappresenta anche un viaggio attraverso l’Italia, ogni episodio, infatti, racconta una storia ambientata in una diversa regione del bel Paese.

## Edizioni
| Edizione | Anno | Conduzione  | Periodo        | Periodo          | Puntate | Regia        |
| Edizione | Anno | Conduzione  | Inizio         | Fine             | Puntate | Regia        |
| -------- | ---- | ----------- | -------------- | ---------------- | ------- | ------------ |
| 1ª       | 2024 | Marco Pozza | 24 luglio 2024 | 4 settembre 2024 | 7       | Luca Salmaso |

## Puntate e ascolti
I 10+2 Comandamenti è in onda ogni mercoledì su Rai 1 per sette puntate con la conduzione di don Marco Pozza.
| Puntata | Messa in onda    | Titolo della puntata      | Ascolti        | Ascolti |
| Puntata | Messa in onda    | Titolo della puntata      | Telespettatori | Share   |
| ------- | ---------------- | ------------------------- | -------------- | ------- |
| 1       | 24 luglio 2024   | Dio                       | 639.000        | 6,20%   |
| 2       | 31 luglio 2024   | Il tempo                  | 521.000        | 6,50%   |
| 3       | 7 agosto 2024    | Il corpo                  | 268.000        | 4,10%   |
| 4       | 14 agosto 2024   | La menzogna               | 435.000        | 6,30%   |
| 5       | 21 agosto 2024   | Il desiderio              | 451.000        | 5,80%   |
| 6       | 28 agosto 2024   | La cura                   | 595.000        | 7,00%   |
| 7       | 4 settembre 2024 | Istruzioni per la libertà | 471.000        | 7,50%   |
| Media   | Media            | Media                     | 483.000        | 6,20%   |

## Audience
| Edizione | Rete televisiva | Anno | Stagione | Collocazione   | Durata | Media auditel  | Media auditel | Premiere       | Premiere | Finale         | Finale |
| Edizione | Rete televisiva | Anno | Stagione | Collocazione   | Durata | Telespettatori | Share         | Telespettatori | Share    | Telespettatori | Share  |
| -------- | --------------- | ---- | -------- | -------------- | ------ | -------------- | ------------- | -------------- | -------- | -------------- | ------ |
| 1ª       | Rai 1           | 2024 | estate   | Seconda serata | 60 min | 483.000        | 6,20%         | 639.000        | 6,20%    | 471.000        | 7,50%  |